# Сарджелу
Сарджелу (перс. سارجلو) — село в Ірані, у дегестані Гендудур, у бахші Сарбанд, шагрестані Шазанд остану Марказі. За даними перепису 2006 року, його населення становило 95 осіб, що проживали у складі 19 сімей.

## Клімат
Середня річна температура становить 10,62°C, середня максимальна – 30,07°C, а середня мінімальна – -12,38°C. Середня річна кількість опадів – 287 мм.
| Клімат поселення                              | Клімат поселення | Клімат поселення | Клімат поселення | Клімат поселення | Клімат поселення | Клімат поселення | Клімат поселення | Клімат поселення | Клімат поселення | Клімат поселення | Клімат поселення | Клімат поселення | Клімат поселення |
| Показник                                      | Січ.             | Лют.             | Бер.             | Квіт.            | Трав.            | Черв.            | Лип.             | Серп.            | Вер.             | Жовт.            | Лист.            | Груд.            |                  |
| Середній максимум, °C                         | 5,03             | 7,32             | 11,40            | 18,14            | 23,35            | 28,30            | 29,86            | 30,07            | 25,01            | 18,66            | 11,87            | 6,52             |                  |
| Середня температура, °C                       | −3,67            | −1,39            | 2,70             | 9,43             | 14,64            | 19,58            | 23,90            | 24,08            | 19,05            | 12,69            | 5,90             | 0,57             |                  |
| Середній мінімум, °C                          | −12,38           | −10,08           | −5,99            | 0,74             | 5,93             | 10,87            | 17,93            | 18,12            | 13,08            | 6,72             | −0,05            | −5,42            |                  |
| Норма опадів, мм                              | 45               | 40               | 53               | 38               | 31               | 6                | 1                | 1                | 0                | 6                | 26               | 40               |                  |
| Середньомісячна швидкість вітру, м/с          | 1.24             | 2.19             | 2.77             | 2.76             | 2.46             | 2.32             | 2.24             | 2.18             | 2.20             | 1.86             | 1.88             | 1.20             |                  |
| Середньомісячна сонячна радіація, кДж/м²·день | 9569             | 12657            | 15277            | 18500            | 22514            | 27025            | 25958            | 24282            | 21491            | 16110            | 11289            | 9287             |                  |
| --------------------------------------------- | ---------------- | ---------------- | ---------------- | ---------------- | ---------------- | ---------------- | ---------------- | ---------------- | ---------------- | ---------------- | ---------------- | ---------------- | ---------------- |
| Джерело:                                      |                  |                  |                  |                  |                  |                  |                  |                  |                  |                  |                  |                  |                  |